# 林寅賓
林寅賓（1545年—1597年），字爾亮，號述源，福建泉州府晉江縣人，民籍，明朝政治人物。

## 生平
萬曆十年（1582年）壬午科福建鄉試第三名舉人，萬曆十一年（1583年）聯捷癸未科會試第八十四名，登三甲第二百一十三名進士。兵部觀政，次年授行人，十七年选授廣東道監察御史，十九年告病。二十一年補山東道御史，本年巡按宣大，二十三年升廣西參議，二十五年卒於任，年五十三。

## 家族
曾祖林宗；祖父林肅，曾任壽官；父林養材。母劉氏。慈侍下。